# Attaque par redirection ICMP
 (décembre 2021).
La mise en forme du texte ne suit pas les recommandations de Wikipédia : il faut le « wikifier ».
Les points d'amélioration suivants sont les cas les plus fréquents :
- Les titres sont pré-formatés par le logiciel. Ils ne sont ni en capitales, ni en gras.
- Le texte ne doit pas être écrit en capitales (les noms de famille non plus), ni en gras, ni en italique, ni en « petit »…
- Le gras n'est utilisé que pour surligner le titre de l'article dans l'introduction, une seule fois.
- L'italique est rarement utilisé : mots en langue étrangère, titres d'œuvres, noms de bateaux, etc.
- Les citations ne sont pas en italique mais en corps de texte normal. Elles sont entourées par des guillemets français : « et ».
- Les listes à puces sont à éviter, des paragraphes rédigés étant largement préférés. Les tableaux sont à réserver à la présentation de données structurées (résultats, etc.).
- Les appels de note de bas de page (petits chiffres en exposant, introduits par l'outil «  Source ») sont à placer entre la fin de phrase et le point final[comme ça].
- Les liens internes (vers d'autres articles de Wikipédia) sont à choisir avec parcimonie. Créez des liens vers des articles approfondissant le sujet. Les termes génériques sans rapport avec le sujet sont à éviter, ainsi que les répétitions de liens vers un même terme.
- Les liens externes sont à placer uniquement dans une section « Liens externes », à la fin de l'article. Ces liens sont à choisir avec parcimonie suivant les règles définies. Si un lien sert de source à l'article, son insertion dans le texte est à faire par les notes de bas de page.
- La présentation des références doit suivre les conventions bibliographiques. Il est recommandé d'utiliser les modèles {{Ouvrage}}, {{Chapitre}}, {{Article}}, {{Lien web}} et/ou {{Bibliographie}}. Le mode d'édition visuel peut mettre en forme automatiquement les références.
- Insérer une infobox (cadre d'informations à droite) n'est pas obligatoire pour parachever la mise en page.

Pour une aide détaillée, merci de consulter Aide:Wikification.
Si vous pensez que ces points ont été résolus, vous pouvez retirer ce bandeau et améliorer la mise en forme d'un autre article.
 (décembre 2021).
L’attaque par redirection ICMP est une technique utilisée pour attaquer un réseau local en utilisant le protocole ICMP. Cette technique peut permettre à l'attaquant de détourner des flux de communications transitant entre une machine cible et une passerelle, par exemple un routeur ou une box internet. L'attaquant peut ensuite capturer, modifier, voire bloquer les paquets réseaux.
L’attaque se base sur la fonctionnalité de redirection du protocole ICMP. Elle permet à un routeur d’informer une machine lui envoyant des paquets, que sa route pour atteindre sa destination n’est pas optimale. Le routeur lui indique donc l’adresse IP du prochain routeur (Gateway) sur son chemin, ce qui modifie en conséquence la table de routage de la machine.
L’attaque consiste donc à forger un paquet ICMP de type redirection avec une adresse IP choisie par l’attaquant qui peut être la sienne ou une celle d’une autre machine du réseau, et de l’envoyer à la machine cible. Ceci a pour effet de modifier et compromettre la table de routage de la machine cible. Son trafic est donc redirigé vers l’adresse IP de destination choisie par l’attaquant et permet la mise en place d’attaque de type Man-in-the-middle ou Denial of service.

## Illustration du propos
Définition du contexte :
Réseau local :
```
192.168.1.254 : passerelle
192.168.1.1 : machine cible
192.168.1.2 : attaquant
```

Exemple d'une attaque par redirection ICMP

Table de routage de la machine cible avant l'attaque:
```
192.168.2.0 via 192.168.1.254
```

L'attaquant va forger puis envoyer un paquet ''ICMP''.
Paquet ''ICMP":
```
type = 5
code = 1
gw = "192.168.1.2"
```

Le type 5 correspond au type redirection et le code 1 à une redirection pour un hôte.
Table de routage de la machine cible après l'attaque:
```
192.168.2.0 via 192.168.1.2
```

## Contre-Mesure
Une solution efficace pour empêcher ce type d’attaque est de désactiver la redirection ICMP sur les machines.
Sous Linux, les options de configuration suivantes doivent être définies à 0 pour désactiver l'ICMP redirect :
- /proc/sys/net/ipv4/conf/*/accept_redirects
- /proc/sys/net/ipv4/conf/*/secure_redirects

Sous Windows dans HKEY_LOCAL_MACHINE\SYSTEM\CurrentControlSet\Services\Tcpip\Parameters’ on modifie 'EnableICMPRedirect' à 0.